# Тройник

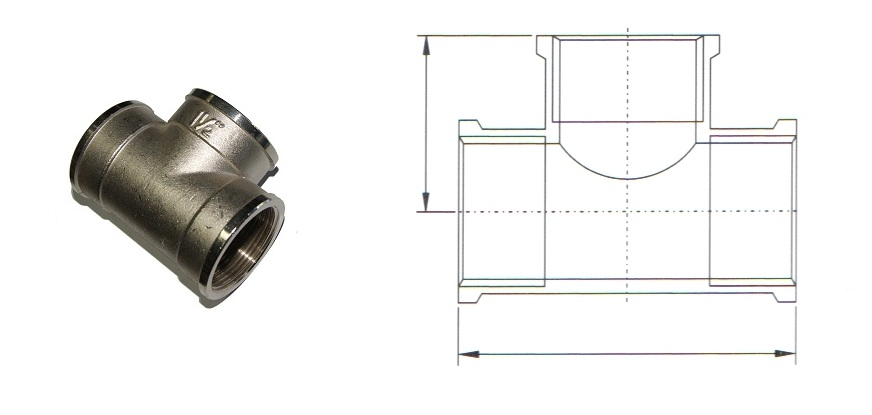
Внешний вид и чертёж

Тройник — разновидность фитинга, соединительная деталь трубопровода с тремя отверстиями, позволяющая подключать к основной трубе дополнительные ответвления. Чаще всего применяют в районах с холодным и умеренным климатом. В зависимости от конструкции делятся на переходные и равнопроходные. Тройники чаще всего изготавливаются из нержавеющей стали. Такая деталь может использоваться на ответственных трубопроводах, транспортирующих нефть, газ и т.п. Устойчивость к коррозии делает тройник из нержавеющей стали идеальным для эксплуатации в условиях повышенной влажности.

## Конструкция
Конструкция стального тройника представляет собой сварную стальную конструкцию из стального тройника и трех патрубков из стальной трубы, которые покрываются теплоизоляционным материалом по технологии заливки предизолированных труб. Аналогично стальной основе отвода изготавливается полиэтиленовая оболочка и оцинкованная оболочка для гидрозащиты теплоизолированного изделия. После процесса напаковки, когда на стальную основу надевают оболочку и при помощи центраторов составляют соосную конструкцию изделия, делают заливку изделия для трубопроводных систем.

## Производство
Для производства стальных тройников используют следующие методы: горячая штамповка, гидроштамповка, изготовление сварных тройников. В качестве заготовки могут применяться бесшовные трубы или из электросварной трубы, путём вырезки штуцера.
Для организации производства тройников необходимо оборудование для производства тройников, отрезные станки для нарезки заготовки, а также торцовочные станки. Процесс идет в несколько этапов. Сначала на отрезных станках отрезается заготовка нужной длины, из которой в последующем будет сделан тройник. Когда заготовка готова, из неё изготавливают тройник одним из вышеперечисленных методов.
Чаще всего используется метод штамповки из цельного листа, как наиболее экономичный. Метод горячей штамповки используется только на больших предприятиях и производить тройники этим методом с выгодой для предприятия можно только большими партиями. Вариант гидроштамповки занимает промежуточную позицию.